# Бусуйок Ауреліу Олександрович
Ауреліу Олександрович Бусуйок (рум. Aureliu Busuioc; 26 жовтня 1928, Кобилка, Бессарабія, Румунське королівство — 8 жовтня 2012, Кишинів, Молдова) — радянський і молдавський поет і сценарист, Народний поет Молдови, Член Союзу письменників СРСР (1954-91).

## Біографія
Народився 26 жовтня 1928 року в селі Кобилка. Вступив у педагогічний інститут, але завдяки його старанням, після трьох курсів він закінчив його достроково. Поетичною діяльністю почав займатися починаючи з 1950 року і з тих пір написав дуже багато віршів, деякі з яких стали культовими, за що удостоєний звання Народного поета Молдови, також написав ряд сценаріїв для кіно, три з яких були екранізовані (Подорож у квітень, Я хочу співати, Пастка).
Помер 8 жовтня 2012 року в Кишиневі від тромбоемболії, трохи не доживши до свого дня народження. Прощання з ним пройшло 9 жовтня у Спілці письменників Молдови, в той же день похований на Вірменському кладовищі.

### Особисте життя
Ауреліо Бусуйок був одружений. Дружина померла за кілька років до його смерті. Мав сина Корнела Бусуйока.